# Summer in Nagasaki
Summer in Nagasaki es el cuadragésimo tercer álbum de estudio del grupo alemán de música electrónica Tangerine Dream. Publicado en 2007 por el sello Eastgate se trata del segundo álbum de la serie The Five Atomic Seasons temáticamente inspirada por los bombardeos atómicos sobre Hiroshima y Nagasaki.

## Producción

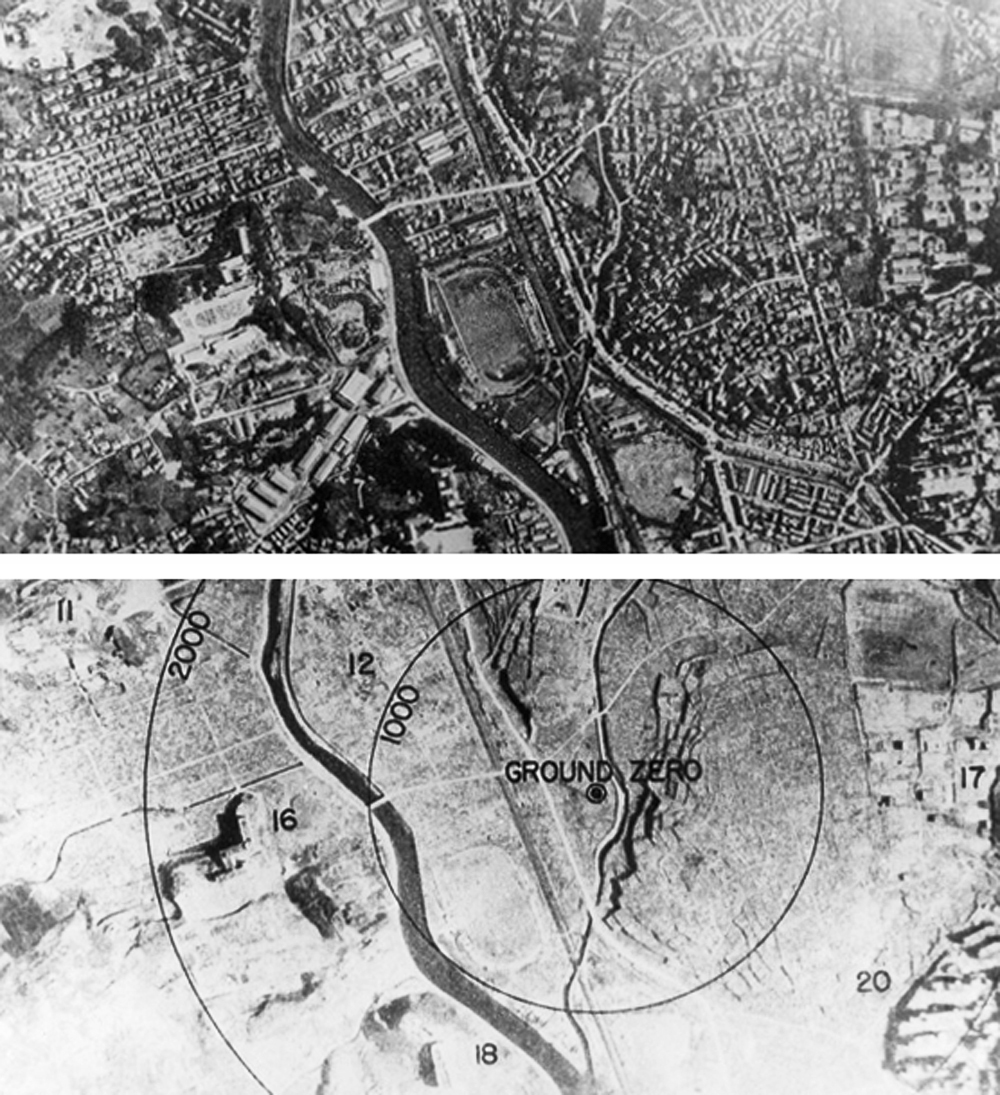
Fotografía de Nagasaki antes y después del bombardeo atómico

Grabado en 2007 los estudios Eastgate de Viena Summer In Nagasaki, como la serie en la que se incluye The Five Atomic Seasons, es un trabajo de encargo por parte de un empresario japonés de 82 años quien contactara con el grupo a través de un promotor local. 
Identificado en el libreto del álbum como H. T. este empresario residía en Nagasaki el verano de 1945. Tras el lanzamiento de la bomba atómica sobre Hiroshima decidió visitar a sus padres, residentes cerca de Kioto, para verificar su estado y darles apoyo. Su novia, también residente en Nagasaki, no le acompañó en el viaje y, posteriormente, falleció cuando el 9 de agosto de 1945 se lanzó la bomba atómica que asoló la ciudad.
El álbum, de estilo instrumental y próximo al ambient, se trata de uno de los escasos ejemplos en la trayectoria del grupo que está compuesto e interpretado íntegramente por Edgar Froese.

## Lista de temas
| N.º   | Título                        | Escritor(es) | Duración |  |
| 1.    | «Climbing Mount Inasa»        | Edgar Froese | 10:56    |  |
| 2.    | «In The Cherry Blossom Hills» | Edgar Froese | 5:15     |  |
| 3.    | «Mystery Of Life And Death»   | Edgar Froese | 13:32    |  |
| 4.    | «Dreaming In A Kyoto Train»   | Edgar Froese | 7:00     |  |
| 5.    | «Ayumi's Butterflies»         | Edgar Froese | 4:59     |  |
| 6.    | «Presentiment»                | Edgar Froese | 4:05     |  |
| 7.    | «11:02 AM»                    | Edgar Froese | 10:51    |  |
| 56:38 |                               |              |          |  |

## Personal
- Edgar Froese - intérprete, diseño de portada y producción
- Christian Gstettner - ingeniero de grabación
- Harald Pairits - masterización
- Gerd Palkovits - asistente técnico
- Bianca F. Acquaye - diseño de portada